# تپه کردآباد شماره ۱
تپه کردآباد شماره ۱ مربوط به سده‌های اولیه و میانه دوران‌های تاریخی پس از اسلام است و در شهرستان کبودرآهنگ، بخش مرکزی، دهستان حاجیلو، ۷۰۰ متری شمال غرب روستای کردآباد واقع شده و این اثر در تاریخ ۷ اسفند ۱۳۸۶ با شمارهٔ ثبت ۲۱۵۹۷ به‌عنوان یکی از آثار ملی ایران به ثبت رسیده است.